# Acayucan
Acayucan è una municipalità dello stato di Veracruz, nel Messico centrale, il cui capoluogo è la località omonima.
Conta 87.267 abitanti (2015) e ha una estensione di 665,07 km². 	 	
Il significato del nome della località in lingua nahuatl è luogo delle canne.